# Saison 2 de Médium
Chronologie
Saison 1 Saison 3
Cet article présente le guide des épisodes de la deuxième saison de la série télévisée américaine Médium.

## Épisodes

### Épisode 1:De l'autre côté du miroir (2epartie)
- États-Unis /  Canada : 19 septembre 2005 sur NBC / CTV[1]
- Belgique : 5 octobre 2006 sur RTL-TVI
- France : 24 mars 2006 sur M6
- Suisse : date inconnue sur TSR1
- Québec : date inconnue sur Ztélé

### Épisode 2:Toujours la même chanson
- États-Unis : 26 septembre 2005 sur NBC
- Belgique : 12 octobre 2006 sur RTL-TVI
- France : 24 mars 2006 sur M6

### Épisode 3:Double Personnalité
- États-Unis : 3 octobre 2005 sur NBC
- Belgique : 19 octobre 2006 sur RTL-TVI
- France : 31 mars 2006 sur M6

- Rami Malek : Timothy Kercher

Séquence introductive : Allison se retrouve un matin de 1959 : elle n'a plus de mari, plus d'enfant ; elle est internée dans un hôpital psychiatrique ; on l'appelle Beverly Waller. Elle clame à qui veut l'entendre qu'elle s'appelle Allison Dubois et qu'elle a trois enfants.
Enquête criminelle (résolue par Devalos) : Devalos est confronté à un jeune homme qui s'est conduit en meurtrier et qui invoque la démence, alors qu'il est sain d'esprit et simule la folie.

### Épisode 4:Somnambule
- États-Unis : 10 octobre 2005 sur NBC
- Belgique : 26 octobre 2006 sur RTL-TVI
- France : 31 mars 2006 sur M6

Séquence introductive : Allison se retrouve en pleine nuit, au milieu de l'autoroute, à essayer d'arrêter les voitures en criant qu'elle a besoin d'argent. Joe la ramène chez elle.
Enquête criminelle : Allison est amenée à enquêter sur une affaire d'enlèvement : le jeune Justin Church, alors qu'il était en week-end chez son père Graydon Church, a disparu. Sa mère s'inquiète et soupçonne son ex-époux d'avoir enlevé l’enfant. Le frère de Church, Calley, déclare à Devalos que Church va bien et que son absence est provisoire. Mais les accès de somnambulisme d'Allison s'aggravent et se répètent plusieurs nuits et même en journée. Ainsi elle se rend à la banque pour récupérer 15 millions de dollars ; le guichetier ne lui remet que la plus grande partie du compte-épargne, soit 15 000 dollars. Puis elle rêve qu'elle doit aller sur la route 96. Elle prend la voiture ; Joe la suit. Ils découvrent une voiture en bas de la falaise, contenant un sac avec 15 millions de dollars : cette voiture appartient à Graydon Church. Puis Allison résout l'enquête : elle découvre dans ses rêves que Calley a enlevé Justin avec un certain Travis Open. Puis il a tué son complice Travis Open en lui tirant dessus, ignorant que Graydon Church était tombé de la falaise car il roulait trop vite.

### Épisode 5:Lyla
- États-Unis : 17 octobre 2005 sur NBC
- Belgique : 2 novembre 2006 sur RTL-TVI
- France : 7 avril 2006 sur M6

- Emma Stone (créditée Riley Stone) - Cynthia

### Épisode 6:À armes égales
- États-Unis : 24 octobre 2005 sur NBC
- Belgique : 9 novembre 2006 sur RTL-TVI
- France : 7 avril 2006 sur M6

Séquence introductive : Allison rêve qu'une personne pénètre à 13 h 15 dans les locaux du service du procureur avant d'abattre à coups de revolver plusieurs collaborateurs, y compris Devalos.
Affaire criminelle : Plus tard Allison se rend au travail. Devalos doit soutenir l'accusation dans une affaire de meurtre : Damon Hodge est accusé d'avoir drogué puis contribué à laisser mourir Emmy Bannister. Hodge est défendu par l'avocat Larry Watt qui devant les médias s'en prend à Devalos, l'accusant d'utiliser cette prétendue affaire criminelle dans le but de favoriser les élections qui vont avoir lieu prochainement. Le procès débute. Les deux premiers témoignages, qui semblaient acquis à Devalos, se retournent contre son accusation, Watt discréditant les déclarations des témoins. Watt semble être aidée par une médium dotée d'étranges pouvoirs… Allison va voir cette médium dans une réunion publique et s'aperçoit qu'elle n'a en fait aucun pouvoir. Par ailleurs les rêves qu'elle a lui montrent que la fusillade qu'elle a vue en rêve est en réalité une métaphore : quelqu'un va « abattre » les services de Devalos et Devalos lui-même, mais sans arme, uniquement par l'utilisation d'une personne qui agit secrètement. Allison aperçoit en rêve cette personne : il s'agit d'un membre de l’équipe, qui donne discrètement des informations secrètes à Larry Watt. Allison informe le procureur de ces faits. Devalos convoque la « taupe » et lui propose un marché : s'il accepte d'aider Devalos, il s'en tirera sans trop d'ennuis, mais dans le cas contraire sa carrière professionnelle sera anéantie. Le jour suivant, Larry Watt est « intoxiqué » par les fausses informations données par le traître et se ridiculise lors de l'interrogatoire d'un témoin. Damon Hodge va être condamné pour la mort d'Emmy Bannister.

### Épisode 7:Verdict
- États-Unis : 7 novembre 2005 sur NBC
- Belgique : 16 novembre 2006 sur RTL-TVI
- France : 14 avril 2006 sur M6

### Épisode 8:Retour de flamme
- États-Unis : 14 novembre 2005 sur NBC
- Belgique : 23 novembre 2006 sur RTL-TVI
- France : 14 avril 2006 sur M6

Séquence introductive : Manuel Devalos est en pleine campagne pour se faire réélire dans sa fonction de procureur ; les sondages le donnent d'ailleurs largement favori. Mais Allison a une vision sinistre : elle voit un électeur se faire assassiner dans un isoloir. La réélection de Devalos serait-elle compromise ?
Affaire criminelle : La nuit suivante, Allison a une nouvelle vision : l'adversaire politique de Devalos va utiliser le fait qu'un certain Clyde Morton, qui avait été condamné à une peine légère cinq années auparavant, vient de tuer une jeune femme. Allison parle à Devalos de ses rêves prémonitoires, mais le procureur lui explique qu'il ne peut rien faire contre Morton. Elle en parle à Scanlon, et tous deux décident d'aller rendre visite à Morton. Celui-ci, quand il les voit, rebrousse chemin et traverse la rue en courant ; il se fait renverser par une automobile et est emmené à l'hôpital. La nuit suivante, Allison a un nouveau rêve : elle voit de nouveau la même victime se faire assassiner. Clyde Morton serait-il donc innocent du meurtre dont elle le soupçonnait ? Allant voir Morton à l'hôpital, elle le trouve avec sa fiancée, qui n'est autre que la victime vue en rêve ! La jeune femme risque de se faire agresser le soir même. La jeune femme est suivie et surveillée par Lee Scanlon, qui interpelle à temps l'agresseur, son ex.

### Épisode 9:Un peu d'âme sur la toile
- États-Unis : 21 novembre 2005 sur NBC
- Belgique : 30 novembre 2006 sur RTL-TVI
- France : 21 avril 2006 sur M6

Séquence introductive : Allison voit le peintre Vincent van Gogh se suicider.
Affaire criminelle : Gloria Sotto a été tuée, mais on ne retrouve pas le corps. Allison est la seule à voir, sur un mur de la scène du crime, des mots étranges inscrits. Plus tard, se promenant avec Joe dans la rue, elle voit une galerie d'art dont l’enseigne lumineuse reprend des lettres du message aperçu peu avant. Joe et elle pénètrent dans la galerie. Un des tableaux attire spécialement l'attention d'Allison. Par la suite Allison fait des rêves récurrents dans lesquels elle voit une femme latino se faire assassiner, sous les yeux de son enfant. Dans des rêves ultérieurs, elle réalise que la femme a été enterrée près d'un « arbre à chaussures » et qu'il y avait deux enfants en bas âge concernés par le meurtre. Lee Scanlon retrouve l'arbre à chaussures : à sa base sont retrouvés deux corps, celui d'une femme et celui d'un enfant, enterrés là depuis au moins 20 ans. La femme s'appelait Inès. En définitive, Allison comprend ce qu'il s'est passé : un homme a tué son fils gravement malade ainsi que sa femme de ménage (Inès), et il a fait passer l'enfant de la femme de ménage pour son fils. Celui-ci, devenu adulte, a composé des tableaux dans lesquels il a retranscrit le visage de sa mère.

### Épisode 10:Esprit vengeur
- États-Unis : 28 novembre 2005 sur NBC
- Belgique : 7 décembre 2006 sur RTL-TVI
- France : 28 avril 2006 sur M6

Allison rêve d'un accident de voiture dans lequel elle heurte une jeune fille. Dans son cauchemar, la médium voit également une femme dont la maison est hantée. Elle découvre que cette femme s'est suicidée, et tente alors de rassembler les différentes pièces de ce puzzle.

### Épisode 11:Dans la peau d'un autre
- États-Unis : 2 janvier 2006 sur NBC
- Belgique : 14 décembre 2006 sur RTL-TVI
- France : 5 mai 2006 sur M6

### Épisode 12:Une petite voix dans la tête
- États-Unis : 9 janvier 2006 sur NBC
- Belgique : 21 décembre 2006 sur RTL-TVI
- France : 12 mai 2006 sur M6

Mark Sheppard (Dr. Charles Walker)

### Épisode 13:Instinct maternel
- États-Unis : 23 janvier 2006 sur NBC
- Belgique : 28 décembre 2006 sur RTL-TVI
- France : 19 mai 2006 sur M6

### Épisode 14:Amnésie
- États-Unis : 6 février 2006 sur NBC
- Belgique : 4 janvier 2007 sur RTL-TVI
- France : 26 mai 2006 sur M6

Richmond Arquette (David Saunders)

### Épisode 15:Raison et Sentiments
- États-Unis : 27 février 2006 sur NBC
- Belgique : 11 janvier 2007 sur RTL-TVI
- France : 2 juin 2006 sur M6

### Épisode 16:Paranoïa
- États-Unis : 6 mars 2006 sur NBC
- Belgique : 18 janvier 2007 sur RTL-TVI
- France : 9 juin 2006 sur M6

### Épisode 17:L'amour est aveugle
- États-Unis : 13 mars 2006 sur NBC
- Belgique : 25 janvier 2007 sur RTL-TVI
- France : 16 juin 2006 sur M6

### Épisode 18:SOS
- États-Unis : 17 avril 2006 sur NBC
- Belgique : 1er février 2007 sur RTL-TVI
- France : 23 juin 2006 sur M6

### Épisode 19:Un flic dans la mafia
- États-Unis : 24 avril 2006 sur NBC
- Belgique : 8 février 2007 sur RTL-TVI
- France : 7 juillet 2006 sur M6

### Épisode 20:Un regard dans la nuit
- États-Unis : 1er mai 2006 sur NBC
- Belgique : 15 février 2007 sur RTL-TVI
- France : 14 juillet 2006 sur M6

### Épisode 21:L'Ange de la mort
- États-Unis : 8 mai 2006 sur NBC
- Belgique : 22 février 2007 sur RTL-TVI
- France : 21 juillet 2006 sur M6

### Épisode 22:La Cicatrice du passé
- États-Unis : 22 mai 2006 sur NBC
- Belgique : 1er mars 2007 sur RTL-TVI
- France : 27 juillet 2006 sur M6

L'épisode est précédé d'un prologue et d'une chute finale, mettant en scène la grand-mère d'Allison et d'un événement survenu dans l'enfance d'Allison, au cours duquel elle a subi une brûlure ayant occasionné une cicatrice (d'où le titre de l'épisode). Le récit se déroule ensuite en trois parties nettement distinctes.
Dans une première partie, Allison aide Devalos à confondre Redburn, accusé d'avoir tué Imelda Ribayro, une jeune salvadorienne. Le procès s'ouvre. Devalos expose aux jurés ses arguments préliminaires. Puis l'avocat de l'accusé, Me Watts, prend la parole : il faut acquitter son client, car Imelda n'est pas morte et est bien vivante. La porte de la cour d'assises s'ouvre : Imelda pénètre dans la salle ; stupeur dans la salle ; Redburn est acquitté. Devalos licencie Allison et Watts fait courir des rumeurs sur elle.
Dans une deuxième partie, on découvre une Allison exerçant le métier d'avocat et mariée avec un financier. Le couple ne s'entend guère ; le mari ne veut pas d'enfant, au grand dam d'Allison. Celle-ci est d'ailleurs la principale collaboratrice de Me Watts, et aide son patron à défendre Redburn. Allison est chargée d'engager un mathématicien, qui n'est autre que Joe, célibataire, afin de prouver que le sang découvert dans le domicile de Redburn peut appartenir, statistiquement, à 20 000 personnes du comté. Pendant ce temps Watts découvre la sœur jumelle d'Imelda et la fait venir aux États-Unis pour la faire passer pour Imelda. Joe, après réflexion, refuse la demande d'Allison car il n'est pas convaincu par ses arguments et refuse d'agir contre sa conscience. Allison tombe immédiatement amoureuse de Joe, se rend chez lui, et déclare sa flamme. Le couple s'embrasse.